# كاميلا فاليجو
كاميلا فاليجو هي سياسية تشيلية وهي حالياً عضوة في مجلس نواب تشيلي.